# المردم (الشرية)

تعديل مصدري - تعديل

المردم هي إحدى قرى عزلة آل غنيم بمديرية الشرية التابعة لمحافظة البيضاء، بلغ تعداد سكانها 101 نسمة حسب تعداد اليمن لعام 2004.